# Jim Deddes
Jim Deddes, né en 1986 à Amsterdam, est un acteur néerlandais.

## Filmographie

### Cinéma
- 2008 : Bloedbroeders (nl) : Semijns
- 2010 : Saint : Sander
- 2012 : Bowy is inside : Jonas
- 2014 : In the Heart : le courtier
- 2014 : Gooische Vrouwen 2 (nl) : le livreur de la pharmacie
- 2015 : Homies (nl) : Dave
- 2015 : Zevenbergen : l'agent
- 2016 : Brasserie Valentijn (nl) : Walter
- 2016 : Moos (nl) : Roel
- 2017 : Heaven and Hell (de) (Zwischen Himmel und Hölle) : l'empereur Karel V
- 2018 : Het leven is vurrukkulluk (nl) : Flip
- 2023 : Hardcore Never Dies : Danny

### Téléfilms
- 2010 : Verborgen Gebreken (nl) : Joris
- 2011 : Eileen : Tim
- 2012 : Flikken Maastricht : Yoeri Herms
- 2013 : Van God Los (nl) : Dennis van Veen
- 2014 : Ramses (nl) : Herman, époux de Maria
- 2016 : De Jacht (nl) : Robbie Davids
- 2017 : B.A.B.S. (nl) : Rik
- 2018 : Klem (nl) : invité
- 2018 : Mocro Maffia : Matthijs Harderwijk

## Théâtre
- 2011 : Iedereen behalve ik
- 2012 : Hij Gelooft in Mij
- 2013 : Herfst
- 2013 : Nineties producties op de Parade
- 2016 : Scheeps-Horeca
- 2016 : Lord of the Flies
- 2016 : De Illias